# Respiratorna alkaloza
Respiratorna alkaloza (RA) je stanje sa primarnim smanjenjem  i  što povećava pH vrednost krvi iznad 7,42. Uzrok ovog poremećaja je povećana ventilacija pluća sa smanjenjem normalnog alveolarnog  (< 33 mmHg).
U početku, kod respiratorne alkaloze nema promena u sadržaju  u plazmi BE ≤ zbog kompenzatorne metaboličke acidoze. Manja pH vrednost ukazuje na respiratorno poreklo alkaloze.

## Epidemiologija
Učestalost
Učestalost respiratorne alkaloze varira u zavisnosti od etiologije. Najčešća acidobazna abnormalnost uočena kod kritično bolesnih pacijenata je respiratorna alkaloza.  
Mortalitet/morbiditet
Morbiditet i mortalitet pacijenata sa respiratornom alkalozom zavise od prirode osnovnog uzroka respiratorne alkaloze i povezanih stanja.
Jedna studija otkrila je da je primarna respiratorna alkaloza jedan od faktora rizika od smrtnosti tokom hospitalizacije zbog trovanja, dok se ostali prediktori sastoje od starosti, prijema u jedinicu intenzivne nege, nivoa svesti, perioda hospitalizacije i teške metaboličke acidoze. 
Pol
Respiratorna alkaloza je podjednako zastupljena kod muškaraca i žena

## Uzroci respiratorne alkaloze
Uzroci respiratorne alkaloze mogu biti patološka i fiziološka stanja.
Patološkim stanjima izazvana respiratorna alkaloza.
- Povećana temperatura, groznica (naročito ako je udružena sa infekcijom pluća);
- Strah od bolova;
- Insuficijencija jetre sa povećanim vrednostima amonijuma u krvi.

## Fiziološka respiratorna alkaloza
Ovaj tip respiratorne alkaloze javlja se kod osoba koje se penju na velike visine. Smanjena koncentracija kiseonika u udahnutom vazduhu stimuliše disanje, zbog čega se više gubi ugljen-dioksid, pa nastaje blaga respiratorna alkaloza.

## Klinička slika
Znaci i simptomi respiratorne alkaloze su sledeći:
- palpitacije (bol u grudima)
- dispneja

- tetanija

- konvulzije

- znojenje
- parestezije,

## Dijagnoza
Dijagnoza respiratorne alkaloze se postavlja testom koji meri nivoe kiseonika i ugljen-dioksida (u krvi), rendgenom grudnog koša i testom plućne funkcije. Dok Davenportov dijagram omogućava kliničarima ili istraživačima da grafički prikažu koncentraciju bikarbonata u krvi (i pH krvi) nakon respiratornog ili metaboličkog poremećaja kiselinske baze.

### Laboratorijski testovi
Alkalemija je dokumentovana prisustvom povišenog pH nivoa (>7,45)  tokom određivanju gasova u arterijskoj krvi. Prisustvo sniženog nivoa PaCO2 (< 35 mm Hg) ukazuje na respiratornu etiologiju alkalemije.
Sledeće laboratorijski testovi mogu biti od pomoći:
- Kompletna krvna slika (CBC)

- Test funkcije jetre

- Kulture krvi, sputuma, urina i drugih tečnosti

- Testiranje štitne žlezde

- Nivo beta-humanog horionskog hormona

- Pregledi lekova i nivoi teofilina i salicilata

### Imidžing testovi
Radiografija grudnog koša - treba da se uradi kako bi se isključila plućna bolest kao uzrok hipokapnije i respiratorne alkaloze
Kompjuterizovana tomografija (KT)  grudnog koša - može se obaviti ako su nalazi radiografije grudnog koša neuverljivi ili se plućni poremećaj snažno smatra diferencijalnom dijagnozom
Skeniranje ventilacione perfuzije - može se razmotriti kod pacijenata koji nisu u mogućnosti da se podvrgnu intravenskoj injekciji kontrasta povezanoj sa KT  kako bi se procenila plućna embolija kod pacijenta
Magnetna rezonantna tomografija mozga (MRT) - može se uzeti u obzir ako se posumnja na centralni uzrok hiperventilacije i respiratornu alkalozu, a početni nalazi KT mozga su negativni ili neuverljivi

## Klasifikacija
Postoje dva tipa respiratorne alkaloze: akutna i hronična respiratorna alkaloza:
Akutna respiratorna alkaloza
Akutna respiratorna alkaloza se javlja brzo, i sa visokim je pH jer je odgovor bubrega spor.  Akutni početak hipokapnije može izazvati cerebralnu vazokonstrikciju. Akutno smanjenje PaCO2 smanjuje cerebralni protok krvi i može izazvati neurološke simptome, uključujući vrtoglavicu, mentalnu konfuziju, sinkopu i napade. Hipoksemija ne mora biti prisutna da bi pacijent osetio ove simptome.
Hronična respiratorna alkaloza
Hronična respiratorna alkaloza je dugotrajnije stanje, kod koga bubrezi imaju vremena da smanje nivo bikarbonata.
pH vrednost
Alkaloza se odnosi na procese u kojima dolazi do povišenja pH vrednosti u krvi. odnosno alkalemiju koja se odnosi na pH arterijske krvi koji je veći od 7,45.

## Terapija
Lečenje respiratorne alkaloze prvenstveno je usmereno na ispravljanje osnovnog poremećaja. Sama respiratorna alkaloza retko je opasna po život. Stoga hitno lečenje obično nije indicirano osim ako je nivo pH vrdnosti veći od 7,5. 
Pošto se respiratorna alkaloza obično javlja kao odgovor na neki stimulus, lečenje je obično neuspešno osim ako se stimulus ne kontroliše. 
Ako se PaCO2 brzo koriguje kod pacijenata sa hroničnom respiratornom alkalozom, može se razviti metabolička acidoza zbog bubrežnog kompenzacionog pada bikarbonata u serumu.

## Spoljašnja veza
|  | Molimo Vas, obratite pažnju na važno upozorenje u vezi sa temama iz oblasti medicine (zdravlja). |